# The Hunt for Red October (jeu vidéo, 1987)
Pour les articles homonymes, voir The Hunt for Red October.
The Hunt for Red October est un jeu vidéo de simulation et de stratégie développé par Oxford Digital Enterprises et édité par Grandslam Entertainment en 1987. Le jeu fonctionne sur Amiga, Amstrad CPC, Apple II, Atari ST, Commodore 64, DOS, MSX et ZX Spectrum. Il s'agit d'une adaptation du roman À la poursuite d'Octobre Rouge de Tom Clancy.

## Accueil
| The Hunt for Red October |      |       |
| Média                    | Pays | Notes |
| ACE                      | US   | 78 %  |
| Commodore User           | US   | 8/10  |
| Computer and Video Games | US   | 35/40 |
| Gen4                     | FR   | 90 %  |
| Tilt                     | FR   | 13/20 |
| Zzap                     | US   | 40 %  |